# Бондкувек
Бондкувек (пол. Bądkówek) — село в Польщі, у гміні Бондково Александровського повіту Куявсько-Поморського воєводства.
Населення — 120 осіб (2011).
У 1975-1998 роках село належало до Влоцлавського воєводства.

## Демографія
Демографічна структура станом на 31 березня 2011 року:
|          | Загалом | Допрацездатний вік | Працездатний вік | Постпрацездатний вік |
| -------- | ------- | ------------------ | ---------------- | -------------------- |
| Чоловіки | 58      | 12                 | 38               | 8                    |
| Жінки    | 62      | 13                 | 31               | 18                   |
| Разом    | 120     | 25                 | 69               | 26                   |